# Zeittafel Schweiz im Zweiten Weltkrieg
Die Zeittafel Schweiz im Zweiten Weltkrieg ist eine Auslagerung aus dem Artikel «Schweiz im Zweiten Weltkrieg». Die Tafel trennt politische und militärische Ereignisse nicht.
Eckdaten des Zweiten Weltkrieges und wichtige politische Ereignisse in den direkten Nachbarländern der Schweiz kursiv.

## Vorkriegsjahre

### 1922
- 28. Oktober, «Marsch auf Rom», Machtergreifung der italienischen Faschisten

### 1923
- Am 30. August 1923 hielt der 34-jährige Hitler eine Rede während eines Abendessens in der Villa von General Wille in Zürich. Hitler sammelte in der Schweiz Geld, mit welchem er drei Monate später den misslungenen als Hitlerputsch bekannten Staatsstreich mitfinanzierte. Dies war der einzige Besuch Hitlers in der Schweiz.[1]

### 1932
- 9. November, Unruhen von Genf 1932, Rekruten der Schweizer Armee feuern in eine linke Kundgebung gegen die faschistische Union Nationale. 13 Tote.[2]

### 1933
- 30. Januar, Machtergreifung  der NSDAP, Ernennung von Adolf Hitler zum Reichskanzler
- 14. März, die Hakenkreuz-Fahne auf dem Badischen Bahnhof in Basel wird von schweizerischen Gewerkschaftern heruntergeholt, was offizielle Kontroversen mit NS-deutschen Instanzen auslöst.[3]
- 15. März, «Selbstausschaltung des Parlamentes» in Österreich, Beginn des «Austrofaschismus»; abgesehen von Frankreich und Liechtenstein werden nun alle Nachbarländer von autoritären Regimes beherrscht.
- 16. November, Beginn des Berner Prozesses gegen Schweizer Frontisten. Anklagepunkt ist ein Verstoss gegen das Berner «Gesetz über das Lichtspielwesen und Massnahmen gegen die Schundliteratur»[4] durch die Verbreitung antisemitischer Propaganda (im Speziellen der «Protokolle der Weisen von Zion») anlässlich einer Propagandaveranstaltung der Frontisten.
- Die faschistische Nationale Front erreicht bei den Ständerats-Wahlen im Kanton Schaffhausen 26 % der Stimmen. Bei den Wahlen für das Zürcher Stadtparlament erhält sie 10 von 120 Sitzen.

### 1934
- 18. Juli, der Verkauf der Schweizer Tageszeitungen Der Bund, National-Zeitung und Neue Zürcher Zeitung wird im Deutschen Reich verboten. Als Ursache gilt die Berichterstattung über den Röhm-Putsch.[5]
- November, Pfeffermühle-Krawalle in Zürich, Auftritte des Kabarett-Ensembles Die Pfeffermühle werden von Frontisten gestört und können nur unter Polizeischutz stattfinden.

### 1935
- 16. März, das Deutsche Reich führt, entgegen den Bestimmungen des Versailler Vertrages, die Wehrpflicht wieder ein.
- 14. Mai, Urteil im Berner Prozess. Die «Protokolle der Weisen von Zion» sind Plagiat und Schundliteratur, deren Verbreitung im Kanton Bern strafbar ist.
- 8. September, die frontistische Volksinitiative zur Totalrevision der Bundesverfassung (sie erstrebt u. a. eine «Führer-Demokratie» und enthält antisemitische Forderungen) erreicht einen Ja-Stimmenanteil von 27,7 % bei einer Stimmbeteiligung von 60,9 %. In vier Kantonen (Freiburg, Wallis, Obwalden, Appenzell Ausserrhoden) stimmt eine Mehrheit zu.
- Die Frontisten gewinnen in Zürich und die Union Nationale in Genf je einen Nationalratssitz.
- Neugründung des «Büro für Befestigungsbauten», Beginn des Baus neuer Befestigungsanlagen, vorerst in erster Linie an der Landesgrenze. Erste neugebaute Anlage ist die im gleichen Jahr errichtete Sperrstelle bei der Koblenzer Aarebrücke.[6]
- Die Sozialdemokraten unterstützen mit ihrem vierten Parteiprogramm Demokratie und Landesverteidigung gegen die NS-Gefahr. Das Ziel, eine «Diktatur des Proletariats» zu errichten, wird gestrichen.

### 1936
- Die Wehrvorlage (Aufrüstung der Armee) wird vom Volk angenommen.
- Beginn privater Geheimverhandlungen von Offizieren der Schweizer und der Französischen Armee welche 1939 zum «Plan H» führen.
- 4. Februar, geglücktes Attentat auf Wilhelm Gustloff in Davos, Landesgruppenleiter Schweiz der NSDAP-Auslandsorganisation, durch den Juden David Frankfurter.
- 7. März, das Deutsche Reich besetzt, entgegen den Bestimmungen des Versailler Vertrages, die entmilitarisierte Zone im Rheinland.
- 23. Mai, «Marsch auf Bern» der Frontisten mit anschliessender Demonstration von circa 1000 Frontisten vor dem Bundeshaus.
- 17. Juli, Beginn des Spanischen Bürgerkriegs. Über 800 Schweizer kämpfen auf republikanischer Seite, circa 200 fallen.[7]

### 1937
- 23. Februar, Hitler garantiert die Neutralität der Schweiz, weil er die verteidigten Alpen als Flankenschutz gegen Frankreich positiv bewertet.[8]
- Der Bundesrat stellt sich beim Spanischen Bürgerkrieg – vorab aufgrund der Beteiligung von stalinistischen Einheiten auf Seiten der Republikaner – auf die Seite der faschistischen Aufständischen. Dies ruft nicht nur linke Kritik hervor, sondern stösst auch neutralitätspolitisch auf Bedenken.[9]
- Benito Mussolini wird, mit Einverständnis des Waadtländer Staatsrates, zum Ehrendoktor der Universität Lausanne ernannt.[10]
- 19. Juli, Friedensabkommen zwischen Arbeitnehmer- und Arbeitgeberverbänden der Metallindustrie.[11]
- 1. November, Berner Prozess, Urteil im Berufungsverfahren. Das Berner Obergericht hebt das Urteil gegen die Verbreiter der «Protokolle der Weisen Zions» aus formaljuristischen Gründen auf. Die Beklagten haben aber mit der Begründung «Wer aber solche Hetzartikel gemeinster Sorte in Verkehr setzt, muss die ihm daraus entstehenden Kosten selber tragen.» die Prozesskosten selbst zu tragen.

### 1938
- Der Bund beginnt die Geistige Landesverteidigung zu fördern.
- 13. März, «Anschluss», Einmarsch der Wehrmacht in Österreich.
- 27. Mai, Bundesrats-Beschluss betreffend Massnahmen gegen staatsgefährliches Propagandamaterial («kommunistisches, anarchistisches und anderes»).[3]
- 6.–15. Juli, Internationale Flüchtlingskonferenz in Evian. Es kann keine Einigung erzielt werden. Viele Länder erschweren in der Folge die Einreise/Aufnahme von Flüchtlingen.
- 9. Juni, Fussballweltmeisterschaft in Frankreich, die Schweizer Fussball-Nationalmannschaft schlägt die deutsche mit 4:2; das Deutsche Reich scheidet in der ersten Runde aus.
- 18. August, Vereinbarung mit dem Deutschen Reich über den Judenstempel für jüdische Grenzübertritte.
- 30. September, Münchner Abkommen, in der Folge Einmarsch der Wehrmacht in Teile der Tschechoslowakei (Sudetenland)
- 9. November, gescheitertes Attentat auf Hitler durch den Neuenburger Maurice Bavaud.
- 30. November, Mussolini erhebt Anspruch auf den Kanton Tessin (Irredenta)[12]

## Kriegsjahre

### 1939

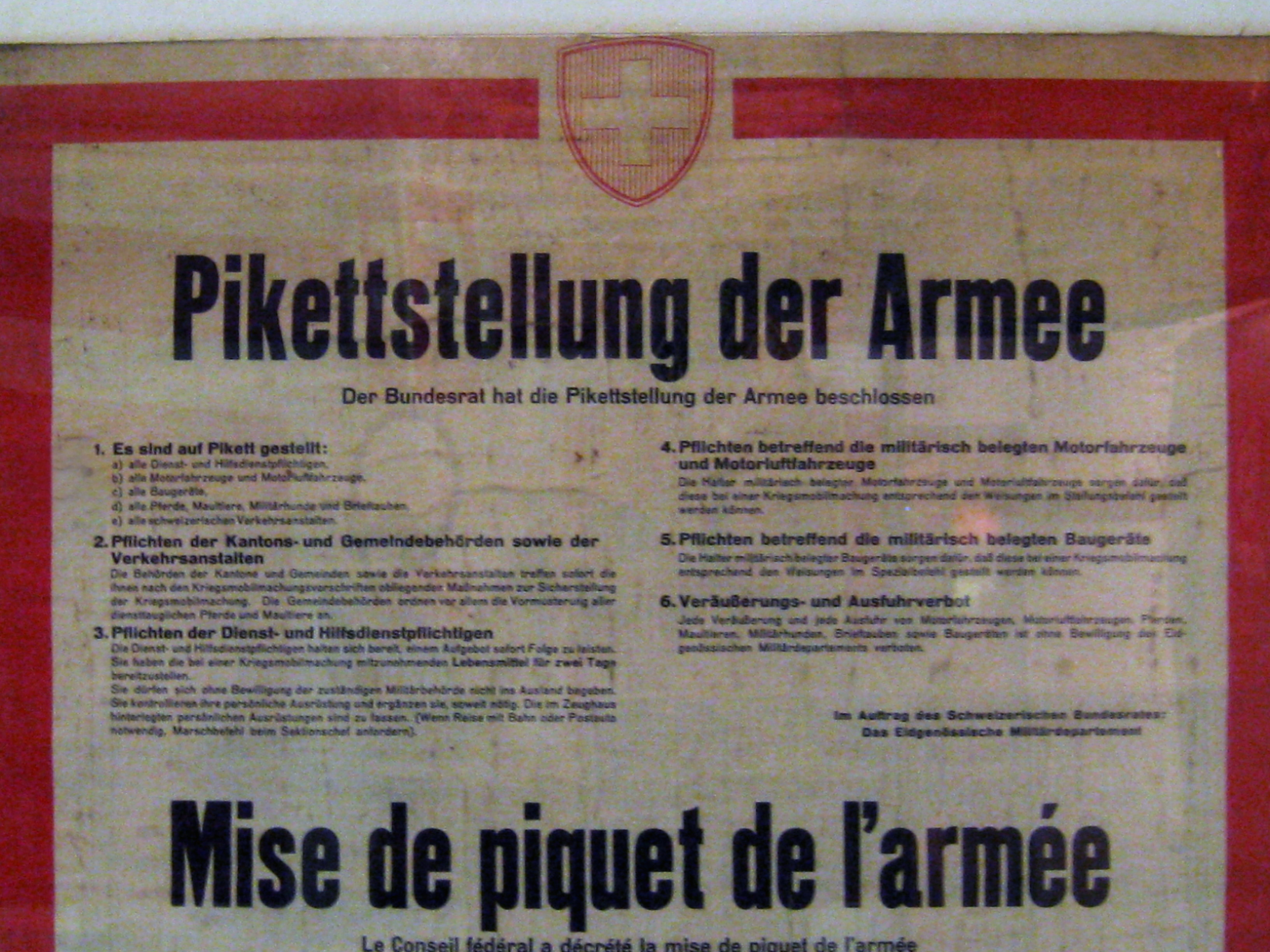
Pikettstellung der Schweizer Armee vor der Mobilmachung 1939

- 15. März, Bruch des Münchner Abkommens und Einmarsch der Wehrmacht in die «Resttschechei» (Böhmen und Mähren).
- 28. April, einseitige Aufkündigung des deutsch-polnischen Nichtangriffspaktes durch das Deutsche Reich.
- 6. Mai, die Landi eröffnet in Zürich. Sie wirkt über die folgenden Jahre identitätsstiftend nach.[13]
- 24. August, Unterzeichnung des deutsch-sowjetischen Nichtangriffspaktes (auch bekannt als «Hitler-Stalin-Pakt»).
- 25. August, verdeckte Generalmobilmachung der deutschen Wehrmacht.
- 29. August, Generalmobilmachung der polnischen Armee.
- 29. August, Mobilmachung der Grenztruppen.
- 30. August, Wahl des Oberstkorpskommandanten Henri Guisan zum General durch die vereinigte Bundesversammlung.
- 30. August, der Bundesbeschluss über Massnahmen zum Schutze des Landes und zur Aufrechterhaltung der Neutralität überträgt gleichzeitig dem Bundesrat ausserordentliche – normalerweise nur dem Parlament zustehende – Gesetzgebungsbefugnisse, bekannt als Vollmachtenregime.
- 1. September, Kriegsbeginn in Europa (Einmarsch der Wehrmacht in Polen).
- 2. September, Generalmobilmachung der Schweizer Armee, Operationsbefehl Nr. 1
- 4. Oktober, Operationsbefehl Nr. 2, «Aufmarsch Nord». Die Armee weicht von der «Rundumverteidigung» ab und stellt sich auf einen Angriff der Wehrmacht ein. Teile der Truppen an der Grenze zu Frankreich werden verschoben. Vorbereitungen für den «Plan H» (Besetzen der Lücke zwischen dem Gempenplateau und der Maginotlinie durch französische Truppen innerhalb weniger Stunden nach einem Einmarsch der Wehrmacht in die Schweiz).[14] Die Limmatstellung wird über den Winter 39/40 massiv ausgebaut.

### 1940
- 22. Januar, Operationsbefehl Nr. 4, «Aufmarsch Nord», Umgruppierungen von Einheiten und verstärkte Verteidigung des Alpenraums.
- Februar, Einführung der Lohn- und Verdienstersatzordnung. Die Soldaten erhalten fortan zusätzlich zum Sold einen Erwerbsersatz ausbezahlt.
- April, das französische 7. Armeekorps steht für die Umsetzung des Plans H an der Schweizer Grenze bereit. Die Stellungen für die französische Artillerie auf dem Gempenplateau sind durch die Schweizer Armee (Baudetachement Renfer) vorbereitet.
- 10. Mai, Beginn des Frankreichfeldzuges der Wehrmacht.
- 11. Mai, zweite Generalmobilmachung.
- 14./15 Mai, Flucht von Teilen der Schweizer Zivilbevölkerung aus den Ballungsräumen in die Alpen.
- 17. Mai, der Bundesrat verzichtet in einem Geheimbeschluss auf die 40 % Golddeckung des Schweizer Frankens. Die Nationalbank verschiebt in der Folge Gold im Wert von 50 Mio. Franken in die USA.
- Ende Mai, in La Charité-sur-Loire (Frankreich) werden Akten zum Plan H von deutschen Truppen gefunden und beschlagnahmt.
- 28. Mai, Verschärfung des Militärstrafrechts, die Todesstrafe für den Tatbestand des Landesverrates wird nicht mehr nur bei unmittelbar drohender Kriegsgefahr ausgesprochen.
- 4. und 8. Juni, Luftkämpfe zwischen Flugzeugen der Schweizer und der deutschen Luftwaffe über der Ajoie. Abschuss von drei schweizerischen und elf deutschen Flugzeugen. In der Folge massiver diplomatischer Druck vom Deutschen Reich.[15]
- 14. Juni, deutsche Truppen erobern Paris.
- 17. Juni, deutsche Panzer erreichen die Grenze bei Pontarlier.
- 19. Juni, deutsche diplomatische Drohnote wegen der Schweizer Angriffe auf luftraumverletzende deutsche Flieger («…werden wir mit anderen Mitteln…»)[16]
- 20. Juni, Bundesrat Hermann Obrecht tritt per 31. Juli 1940 zurück.
- 20. Juni, Guisan verbietet Luftkämpfe bei Luftraumverletzungen.[15]
- 22. Juni, Protokoll einer Generalstabs-Besprechung: «Der General ist überzeugt, dass die Deutschen nunmehr in erster Linie einen politischen und wirtschaftlichen Druck ausüben.»
- 22. bis 25. Juni, rund 850 Panzer des Korps Heinz Guderian bewegen sich in der Nähe der Schweizer Grenze.[17][15]
- 23. Juni, Weisung Guisans: Barrikaden-Abbau in den Städten.[18]
- Bis 25. Juni, die Schweiz interniert rund 29'000 franz. Armeeangehörige und 12'000 Polen des 45. franz. Armeekorps, welche die Grenze entlang des Jura überschreiten.
- 25. Juni, Waffenstillstand zwischen dem Deutschen Reich und Frankreich in Kraft.
- 25. Juni, «Der Zeitpunkt der inneren Wiedergeburt ist gekommen. Jeder von uns muss den alten Menschen ablegen»: Radioansprache des Bundespräsidenten Marcel Pilet-Golaz, in welcher er eine teilweise und stufenweise Demobilmachung der Armee ankündet.[19] Die Bevölkerung wertet die Ansprache als anpasserisch und defätistisch.
- 26. Juni, in der Schweiz internierten deutschen Piloten wird (sofern reisefähig) die Ausreise erlaubt.[15]
- 27. Juni, die freisinnige «Solothurner Zeitung» (als Beispiel) plädiert dafür, dass sich die Parteien «über die Parteigrenzen die Hand reichen zu einer mächtigen Einheitspartei.» Dies geschah aber nicht; die Schweiz blieb parteipolitisch pluralistisch.
- Juli, die «Charité-Akten» zum Plan H sind im deutschen Führer-Hauptquartier bekannt. Obwohl sie bestens als casus belli geeignet und auch propagandistisch von grossem Wert wären, bleiben sie geheim.
- Ab 6. Juli, Demobilisierung der Armee um rund zwei Drittel des vorherigen Bestands.[17]
- 17. Juli, Operationsbefehl 12, Reduitstrategie.
- 25. Juli, Rütlirapport des Generals.
- 1. August, Radioansprache des Generals zum Nationalfeiertag. «Pensez en Suisses et agissez en Suisses» / «Denkt und handelt als Schweizer».
- 9. August, die Schweiz sichert dem Deutschen Reich in einem Handelsabkommen ein «absolutes Ausfuhrverbot von Kriegsgerät in Feindstaaten» zu, die Schweiz produziert jetzt im Export nur noch für die Achsenmächte.[20]
- September, Bundespräsident Pilet-Golaz empfängt offiziell Vertreter der faschistischen Frontisten.
- September, Gründung der «Aktion nationaler Widerstand», einer Vereinigung demokratisch gesinnter Persönlichkeiten, z. B. Karl Barth, Walther Bringolf, Walter Allgöwer[21]
- 7. November, die Verdunkelung von 22:00 – 06:00 Uhr wird angeordnet. In der Folge ist für die alliierten Flugzeuge die Schweizer Landesgrenze nicht mehr erkennbar.
- 8. November, Bundesrat Minger, Vorsteher des Militärdepartements, und Bundesrat Johannes Baumann, Justiz- und Polizeidepartement, reichen ihre Rücktritte auf Ende 1940 ein.
- 15. November, die Eingabe der Zweihundert fordert «…die Verschärfung der Pressekontrolle, die Ausschaltung von Redaktoren deutschsprachiger reichskritischer Zeitungen und die Ausmerzung von Presseorganen.»
- 15. November, Plan Wahlen, Beginn der sogenannten Anbauschlacht.
- 19. November, Verbot der Frontistenorganisation Nationale Bewegung der Schweiz.
- 26. November, Verbot der Kommunistischen Partei.
- 16./17. Dezember, Angriff der Royal Air Force (RAF) auf Basel (Basel-Gundeldingen und Binningen), ein Toter in Basel und drei in Binningen.
- 23. Dezember, Angriff der RAF auf Zürich (Industriequartier, Höngg und Oerlikon), ein Toter.
- 31. Dezember, die zurückgetretenen Bundesräte Rudolf Minger (Militärdepartement) und Johannes Baumann (Justiz- und Polizeidepartement), werden durch Eduard von Steiger (Justiz- und Polizeidepartement) und Karl Kobelt (Militärdepartement) ersetzt.

### 1941
- Januar, der Schweizer Botschafter in Berlin, Hans Frölicher, zum deutschen Diplomaten von Weizsäcker: Die Schweizer Rüstungsexporte ins Reich seien «eine Investition in den deutschen Sieg»[22]
- Januar, Repatriierung der 1940 internierten französischen Militärangehörigen. Gleichzeitig wird das bei der Internierung abgenommene Kriegsmaterial übergeben. Die Polen bleiben jedoch bis 1945 interniert.[23] Guisan führt Verhandlungen über deren allfällige Beteiligung am Abwehrkampf gegen einen Angreifer.[24]
- 19. April, Uraufführung von Bertolt Brechts Stück «Mutter Courage und ihre Kinder» im Schauspielhaus Zürich.
- 14. Mai, Maurice Bavaud wird wegen seines gescheiterten Attentats von 1938 im Deutschen Reich hingerichtet.
- 22. Mai, Michel Hollard vom französischen Agentennetzwerk «Agir» nimmt erstmals Kontakt mit der britischen Botschaft in Bern auf.
- Mai, die Zeitschrift «Neue Wege» des Theologen Leonhard Ragaz wird vom Bund zensiert, weil sie «zwischen Demokratie und Diktatur nicht neutral» sei.[25]
- 22. Juni, Angriff der Wehrmacht auf die Sowjetunion.
- 15. Oktober, Beginn der ersten «Schweizer Ärztemission» an die deutsche Ostfront unter Oberstdivisionär Eugen Bircher. Die Mission findet unter deutschem Kommando statt. Zitat aus dem Reglement für die Teilnahme: «Jegliche Kritik oder Diskussion politischer Natur ist strikte [sic] verboten. Taktvolles Benehmen gegenüber den vorgesetzten deutschen Stellen und der Bevölkerung ist Ehrensache.» Es war den Schweizern verboten, russische Verwundete zu behandeln und sie waren (obwohl Teil einer Mission des Schweizerischen Roten Kreuzes) dem deutschen Militärstrafrecht unterstellt.[26]
- 15. November, Rede Guisans: «Wir wollen uns ans neue Europa anpassen, aber nach Schweizer Art.»[21]

### 1942
- 1. Januar, die im zivilen Strafrecht vorgesehene Todesstrafe wird abgeschafft (das Militärstrafrecht sieht sie bis zum 20. März 1992 weiterhin vor).
- 20. Januar, Wannseekonferenz, Beschluss zur «Endlösung der Judenfrage».
- 13. August, «Das Boot ist voll», Bundesrat Eduard von Steiger befiehlt die Schliessung der Grenze für jüdische Flüchtlinge; der Gesamtbundesrat bekräftigt dies später. Nach Schätzungen finden dadurch rund 25'000 jüdische Flüchtlinge den Tod, v. a. in deutschen Konzentrationslagern.[27]
- 8. November, Allen Dulles trifft in der Schweiz ein und beginnt seine nachrichtendienstliche Tätigkeit für das OSS.
- 8. November, Operation Torch. Alliierte Landung in Nordafrika.
- 11. November, Unternehmen Anton, die Wehrmacht besetzt Südfrankreich. Die Schweiz ist nun vollständig von den Achsenmächten umschlossen. Allerdings gab es faktisch bereits seit 1940 eine vollständige faschistische Umschliessung, da die französische Regierung Henri Philippe Pétain von Hitlers Gnaden abhing.
- 11. November, Ernst Schrämli wird wegen Landesverrats erschossen.
- November, «Weisungen an die Bevölkerung für den Kriegsfall» (unterzeichnet von Bundesrat und General):

«1. Die Schweiz verteidigt sich bis zum Letzten»;
«2. Nachrichten, die den Widerstandswillen von Bundesrat oder Armeeleitung anzweifeln, sind falsch»; usw.
- 26. November, interne deutsche Note: «…wohl derzeit niemand daran denkt, das Problem Schweiz militärisch zu lösen, …und dies die für uns arbeitende Schweizer Industrie lange lahmlegen würde» (wegen der von der Schweiz an den Rüstungsfabriken vorbereiteten Sprengungen).[20]

### 1943
- März, Wilhelm Canaris meldet über einen Nachrichtendienst-Kanal, Hitler wolle angreifen. Heutige Interpretation dieses «März-Alarms»: Die Abwehrbereitschaft der Schweiz sollte gestärkt werden, als Schutzwall gegen von Süden her anrückende alliierte Truppen.[20]
- 18. Mai, die RAF bombardiert erneut Zürich-Oerlikon. Bundesrat Pilet-Golaz meint hierzu, dass die Schweizer Regierung den Bombenabwurf als nicht absichtlich betrachte. Absichtlich abgeworfene Bomben würden selbstverständlich für die Schweiz eine Kriegserklärung bedeuten.
- 10. Juli, Operation Husky, Beginn des Italienfeldzuges der Alliierten mit der Invasion Siziliens.
- 25. Juli, Mussolini wird durch den Grossen Faschistischen Rat als Staatschef abgesetzt. Vittorio Emanuele III. besetzt diese Funktion neu mit Marschall Pietro Badoglio.
- Ab Juli, Internierung von circa 20'000 italienischen Militärangehörigen, welche die Grenze ins Tessin überschreiten.[23]
- 6. August, Hans Sulzer, Präsident des Industrie-«Vororts», wünscht sich einen deutschen Kriegs-Sieg, da ein Sieg der demokratisch-kommunistischen Koalition dem Stalinismus den Weg ebne[28]
- 19. August, Fritz Kolbe trifft sich in Bern erstmals mit Allan Dulles.
- 7. September, das Schiff Maloja der Schweizer Handelsflotte wird versehentlich vor Korsika von britischen Kampfflugzeugen versenkt.
- 8. September, Waffenstillstand zwischen Italien und den Alliierten. Deutsche Truppen besetzen den noch nicht von den Alliierten besetzten Teil Italiens und entwaffnen die italienischen Truppen (Fall Achse).
- 9. September, Gründung der Italienischen Sozialrepublik (Republik von Salò) in Norditalien.
- 13. Oktober, Italien erklärt dem Deutschen Reich den Krieg.
- Oktober, Ende des Verbots von Luftkämpfen.
- Dezember, die Schweizerische Nationalbank weiss mit Sicherheit, dass das Deutsche Reich auch jüdisches Opfergold im Umlauf hat. Dennoch findet keine Einschränkung des Goldhandels mit dem NS-Regime statt.[29]

### 1944
- 1. April, Bombardierung von Schaffhausen durch die USAAF (40 Tote).
- 22. April, Bombardierung von Stein am Rhein (9 Tote).
- 21. Mai, Neugründung der 1940 verbotenen Kommunistischen Partei als Partei der Arbeit der Schweiz.
- 6. Juni, Landung der Alliierten in der Normandie.
- 15. Juni, erneute Mobilisierung grösserer Truppenteile.
- 19. Juli, das Schloss Wyden bei Ossingen wird beim Absturz eines US-amerikanischen Bombers vom Typ B-24 Liberator stark beschädigt. Das Schloss gehörte Max Huber, dem Präsidenten des Internationalen Komitees vom Roten Kreuz IKRK.
- 15. August, Landung der Alliierten in Südfrankreich.
- September, Alliierte Truppen erreichen die Westgrenze der Schweiz.
- Im Herbst 1944 verlegt General Guisan seinen Sitz als Oberbefehlshaber ins Schloss Jegenstorf.[30]
- 10. September, im Val d’Ossola südlich des Simplons bildet sich die Repubblica dell’Ossola
- 12. September, die Verdunkelung wird aufgehoben.
- 9. Oktober, Beginn der faschistischen Offensive gegen die Repubblica dell’Ossola.
- 18. Oktober, die Flucht von Partisanen aus dem Val d’Ossola führt zum Gefecht bei den Bagni di Craveggia im Tessin.
- 19. Oktober, die Repubblica dell’Ossola ist niedergeschlagen. Zwischen dem 12. und dem 22. Oktober fliehen 35'000 Einwohner des Val d’Ossola in die Schweiz.
- 7. November, Bundesrat Pilet-Golaz erklärt seinen Rücktritt per 31. Dezember 1944.
- 3. Dezember, Brief Winston Churchills an seinen Aussenminister Eden: «Die Schweiz hat den Deutschen viel zu viele Vorteile gewährt, aber es war zu ihrer Selbsterhaltung.»[31]
- 7. Dezember, Hinrichtungen zweier Landesverräter durch Erschiessung auf dem «Hitlerplatz» im Eggwald, Bachs.[32][33][34][35][36]

### 1945
- 11. Januar, die Gotthardlinie wird bei Chiasso durch die Alliierten bombardiert. Ein Lokführer der SBB stirbt.
- 9. Februar, der Bundesrat verbietet den Kohletransit vom Deutschen Reich nach Norditalien.
- 27. Februar, jeglicher Transit zwischen dem Deutschen Reich und Italien wird verboten.
- März, Currie-Abkommen mit den Alliierten. Die Schweiz stoppt alle Ausfuhren an das Deutsche Reich, teilweise Auslieferung deutscher Vermögenswerte.[37]
- 18. & 19. März, Ascona, Beginn erster Verhandlungen Waffenstillstandsverhandlungen für Italien zwischen Deutschen und Alliierten.[38]
- 22. April, Italienische Partisanen zerstören in Varzo gelagerten Sprengstoff und verhindern damit mutmasslich die Sprengung des Simplontunnels. Wichtige Informationen zum Sprengstofflager erhielten sie dabei von Schweizer Bahn- und Zollbeamten.[39]
- 24. April, Marschall Pétain, der wenige Tage zuvor aus Sigmaringen in die Schweiz geflohen ist, wird bei Vallorbe nach Frankreich abgeschoben und dem französischen General Kœnig übergeben.
- 26. April, Internierung von zehn deutschen Bodenseeschiffen in Romanshorn, Rorschach, Arbon und Staad SG.
- 27. April, Dogno, Mussolini wird beim Versuch via Veltlin in die Schweiz zu fliehen von italienischen Partisanen gefangen genommen und am Folgetag erschossen.
- Ab 29. April, Kapitulation einzelner deutscher Einheiten in Italien.
- 30. April, Berlin, Hitler begeht Selbstmord.
- 1. Mai, Operation Sunrise, Schweizer Behördenvertreter (u. a. Max Waibel) vermitteln bei den Waffenstillstands-Verhandlungen zwischen Deutschem Reich (Karl Wolff) und den Alliierten (Allen Dulles).[40]
- 2. Mai, Kapitulation aller deutschen Einheiten in Italien.
- 7. Mai, Auflösung der Landesgruppe Schweiz der NSDAP («fünfte Kolonne»).
- 8. Mai, bedingungslose Kapitulation der Wehrmacht. Kriegsende in Europa.
- 9. Mai, landesweite Friedensfeiern, Schliessung deutscher Einrichtungen (z. B. der Konsulate).
- 17. Mai, die schweizerische Grenzwache übergibt die internierten deutschen Bodenseeschiffe einem französischen Marinekommando.
- 1. Juni, der Gustloff-Attentäter David Frankfurter wird aufgrund eines Gnadengesuchs freigelassen und aus der Schweiz ausgewiesen.
- 25. Juni, ausserordentliche Polizeidirektorenkonferenz in Bern zur Ausweisung deutscher und italienischer Staatsangehöriger. Die Angehörigkeit zur NS-Partei bilde eine genügende Voraussetzung für die Ausweisung. Es werden Listen von Personen zusammengestellt, die auszuweisen seien.
- 20. August, Ende des Aktivdienstes und Demobilisierung der Armee. Verabschiedung des Generals
- 2. September, bedingungslose Kapitulation Japans nach Atombomben-Abwürfen. Kriegsende in Asien.

## Nachkriegsjahre

### 1946
- Abkommen von Washington, die Schweiz bezahlt 250 Mio. Franken an die USA.

### 1948
- 24. Juni, Ende der letzten Rationierungsmassnahmen (unter anderem Benzin).
- 12. Dezember, Angriffspläne gegen die Schweiz: Angriffsstudie des deutschen OKW[41]

### 1949
- 11. September, die dem Bundesrat am 30. August 1939 erteilten Vollmachten werden durch die Eidgenössische Volksinitiative «Rückkehr zur direkten Demokratie» aufgehoben. Die Aufhebung damit verbundener Notstandsgesetze erfolgt erst auf Ende 1952.

### 1957
- Der Film Der 10. Mai thematisiert die Ereignisse in der Schweiz (insbesondere die Fluchtbewegung der Städter in die Berge) während des Frankreichfeldzugs der Wehrmacht.

### 1961
- Die Akten zum «Manöver H», auch «Plan H» genannt, gelangen an die Öffentlichkeit.

### 1962
- Edgar Bonjour beginnt im Auftrag des Bundesrates seinen Bericht zur Neutralitätspolitik der Schweiz, welcher bis 1970 zu einem neunbändigen Werk anwächst.

### 1969
- Der Unternehmer Dieter Bührle verkauft einen Restposten Waffen, die vor 1945 für das Deutsche Reich produziert aber nicht mehr geliefert wurden, nach Afrika. Sie werden im Biafra-Konflikt eingesetzt. In der Folge wird Bührle wegen Verletzung des Waffenembargos zu 20'000 Franken Geldbusse verurteilt.
- Der Grosse Rat des Kantons Graubünden nimmt die im Zusammenhang mit dem Urteil 1936 gesprochene Landesverweisung für den Gustloff-Attentäter David Frankfurter zurück.

### 1976
- Der Film «Die Erschiessung des Landesverräters Ernst S.» thematisiert neben dem Titelthema auch die Zusammenarbeit der Schweizer Industriellen mit dem Dritten Reich.

### 1980
- Der Film Das Boot ist voll thematisiert die Schweizer Flüchtlingspolitik der Kriegszeit.

### 1987
- Die Universität Lausanne will Mussolini die Ehrendoktorwürde nicht aberkennen.

### 1989
- Veteranen der Grenzbesetzung 39–45 werden zur «Diamantfeier» zum 50. Jahrestag der Kriegsmobilmachung eingeladen.[42] Der Anlass wird als «Feier des Kriegsausbruchs-Jubiläums» kritisiert.
- Der Bundesrat räumt ein, dass sich die schweizerischen Behörden von 1938 bis 1941 zu wenig für den Hitlerattentäter Maurice Bavaud eingesetzt hätten.

### 1994
- Chronologie: Die Schweiz im Zweiten Weltkrieg[43] mit einer Auflistung rund um die nachrichtenlosen Vermögen.

### 1995
- Rehabilitierung von Paul Grüninger durch das Parlament des Kantons St. Gallen. In der Folge Rehabilitierung von weiteren 50 Fluchthelfern durch Bundesbeschluss.
- Im Zuge der Armeereform 95 werden viele der 1937 bis 1945 erstellten Befestigungswerke deklassifiziert und zurückgebaut oder in Museen umgewandelt. Mit dem Ende der Geheimhaltung sind nun auch Publikationen über die Werke möglich.
- 7. Mai, Bundesrat Villiger entschuldigt sich für die Rückweisung von Flüchtlingen an der Grenze.

### 1996
- Beginn der öffentlichen Debatte um die «Nachrichtenlosen Vermögen».
- 19. Dezember, die Bergier-Kommission zu diesem Komplex wird von der Bundesversammlung ins Leben gerufen.

### 2002
- Veröffentlichung des Berichtes der Bergier-Kommission

### 2003
Weltwoche-Beiträge von Hanspeter Born:
- Zwanzig Tage im Juni 1940.[44]
- «Operation Tannenbaum»[45]
- Hitler und die Schweiz, eine historische Recherche.[46]
- «Seine Irrationalität war eine Gefahr»[47]

### 2007
- Die Universität Lausanne will Mussolini die Ehrendoktorwürde nicht aberkennen.

### 2008
- November, National- und Ständerat debattieren über die Rehabilitierung der 1938 wegen «fremdem Kriegsdiensts» verurteilten Spanienkämpfer.

### 2009
- Juli/August: Das Schweizer Fernsehen lässt als «Living History Projekt» in der Festung Fürigen und auf einem Bauernhof im Kanton Nidwalden durch Freiwillige «Festungsalltag im Reduit» und Anbauschlacht nachspielen.
- September: Bundesrat Ueli Maurer hält eine Rede vor Veteranen der Grenzbesetzung 39–45 zum 70. Jahrestag der Kriegsmobilmachung.

### 2013
- Der Streit um nachrichtenlose Vermögen im Rückblick,[48] ein Artikel in der NZZ von Max Frenkel.

### 2016
- Die Schweiz als «Hitlers Geldwäscher»: Wer überfällt schon seinen eigenen Banktresor?
  - 2. März: Dokumentarfilm vom NDR,[49] im Medienarchiv des NDR nicht mehr auffindbar
  - 13. Juli: Neuer Dokumentarfilm zeigt die Schweiz als «Hitlers Geldwäscher»,[50] ein Bericht von Peter Blunschi in der Schweizer Onlinezeitschrift watson.ch.

### 2017
- Nachrichtenlose Vermögen – Nazi-Opfer oder deren Erben können Bundesarchiv online einsehen.[51]
- Auf der Spur eines Nazi-Hehlers, ein Dokumentarfilm vom SRF.[52]

### 2018
- Schweizer Nazis – «Bei diesem Krieg wollte ich dabei sein».[53]
- Gefährdet und erpresst: die Schweiz im Visier Hitlers, ein Weltwoche-Beitrag von Klaus Urner.[54]
- Nazi-Diktatur – Eine andere Geschichte wäre möglich gewesen.[55]